# Aspergillus caelatus
Aspergillus caelatus är en svampart som beskrevs av B.W. Horn 1997. Aspergillus caelatus ingår i släktet Aspergillus och familjen Trichocomaceae.   Inga underarter finns listade i Catalogue of Life.